# Jean-Marie Villot
Jean-Marie Villot (Saint-Amant-Tallende, 11 oktober 1905 - Vaticaanstad, 9 maart 1979) was een Frans geestelijke, kardinaal en prelaat van de Romeinse Curie.
Villot was het enig kind van Joseph en Marie Villot-Laville. Hij bezocht het seminarie in Riom en Lyon alvorens in 1924 in militaire dienst te gaan. Daarna zette hij zijn studies voort aan het Institut Catholique de Paris en aan het Angelicum in Rome. Hij behaalde een doctoraal in canoniek recht en een doctoraat in de theologie.
Hij werd op 19 april 1930 tot priester gewijd. Hij ging daarna aan het werk bij het aartsbisdom Parijs, waar hij secretaris werd van de bisschop Pierre-Marie Gerlier (op dat moment bisschop van het bisdom Tarbes en Lourdes. Vervolgens werd Villot vice-rector en rector van het seminarie van Lyon. Dat zou hij van 1942 tot 1948 zijn.
Op 2 september 1954 benoemde paus Pius XII hem tot titulair bisschop van Vinda en tot bisschop-coadjutor van Parijs. Op 17 december 1959 benoemde paus Johannes XXIII hem tot aartsbisschop-coadjutor van Lyon en tot titulair aartsbisschop van Bosporus. In 1965 volgde zijn benoeming tot aartsbisschop. Een maand later werd Villon, tijdens het consistorie van februari 1965 door paus Paulus VI verheven tot kardinaal-priester. De Santissima Trinità al Monte Pincio werd zijn titelkerk.
Tijdens het Tweede Vaticaans Concilie diende Villot als ondersecretaris. In 1967 werd hij prefect van de Sacra Congregatio Cardinalium Concilii Tridentini interpretum, de latere Congregatie voor de Clerus. In 1969 werd hij daarnaast kardinaal-staatssecretaris, de hoogste bestuurder in de Curie. In 1970 werd hij daarnaast kardinaal-schatbewaarder van de paus. In 1971 werd hij president van de nieuwgevormde Pauselijke Raad "Cor Unum". In 1974 werd hij verheven tot kardinaal-bisschop van het suburbicair bisdom Frascati.
Hij bleef kardinaal-staatssecretaris voor de rest van het pontificaat van Paulus VI. Ook onder paus Johannes Paulus I en paus Johannes Paulus II diende hij in die functie, hoewel er gerede grond is te veronderstellen dat Johannes Paulus I hem had willen vervangen, had zijn pontificaat niet slechts 33 dagen geduurd. Villot nam deel aan de beide conclaven van 1978 (augustus en oktober). Hij was bovendien tijdens de beide periodes van sedesvacatie als camerlengo de hoogste bestuurder van de Heilige Stoel.
Hij overleed aan de gevolgen van een longontsteking. Zijn lichaam werd bijgezet in zijn titelkerk.
- Bibliothèque nationale de France: cb12131605v (data)
- Gemeinsame Normdatei: 118936859
- International Standard Name Identifier: 0000 0001 2100 3516
- Library of Congress Control Number: nr91006718
- Nationale Bibliotheek van Tsjechië: xx0025144
- Istituto Centrale per il Catalogo Unico: LIGV061654
- Système universitaire de documentation: 02976212X
- Virtual International Authority File: 30336122
- WorldCat: E39PBJvd37X4VQg7WwXgXJc773